# Gianne Albertoni
Gianne Albertoni Vicente (5 de julio de 1981 en São Paulo, Brasil) es una actriz y modelo brasileña. Fue descubierta en 1993 a la edad de 13 años por el artista multimedia y fotógrafo brasilero Sergio Valle Duarte. Cuatro meses después en Milán, desfilaba en la pasarela para diseñadores como Versace, Armani, Prada, Fiorucci.
En Milán, trabajó para Dolce & Gabbana, Gucci, y Armani. En Nueva York, posó para fotógrafos como Bruce Weber, Mario Testino y Steven Meisel. Apareció en las películas brasileñas "Popstar", "Muita Calma Nessa Hora","Malu de Bicicleta", "Carro de Paulista " y en la serie de televisión brasileña "Mandrake" como Gigi, "Toma Lá, Dá Cá, "Casos e Acasos" , "Voce Está Aqui". La modelo Gianne Albertoni es una parte de la serie que es presentada en la colección permanente en museos de Europa y Sudamérica. La serie es denominada por el artista Sergio Valle Duarte como "Eletrografias e Fotografias com Fios de Cabelo para Futura Clonagem" (Electrofotografías y fotografías con pelo humano para la futura clonación), Bioarte.
Desde el 12 de agosto de 2009, Albertoni es copresentadora del programa de variedades brasileño Hoje em Dia en Rede Record.

## Filomgrafía

### Televisión
- 2005: Mandrake (como Gigi)
- 2006: Cristal (como Dominique)
- 2008: Beleza Pura (como Musa do Carcará)
- 2008: Casos e Acasos (como Milene Richter)
- 2008: Você Está Aqui (como Amanda Borges)
- 2009: Toma Lá, Dá Cá (como Orlanda Bloom)
- 2013: Pa Pe Pi Po Pu (como Kátia (Loira)

### Cine
- 2000: Xuxa Popstar
- 2009: Carro de Paulista (como Angélica)
- 2010: Muita Calma Nessa Hora (como Mari)
- 2011: Malu de Bicicleta (como Babi)
- 2014: Muita Calma Nessa Hora 2 (como Mari)
- 2017: Gostosas, Lindas e Sexies (como Vera)
- 2018: Chacrinha: O Velho Guerreiro (como lke Maravilha)

### Teatro
- 2007–08: Você Está Aqui
- 2009: Cachorras Quentes